# Branchinecta iheringi
Branchinecta iheringi är en kräftdjursart som beskrevs av Wilhelm Lilljeborg 1889. Branchinecta iheringi ingår i släktet Branchinecta och familjen Branchinectidae. Inga underarter finns listade.